# Döbörcsény
Döbörcsény (korábban Dobrocsina, románul: Dobrocina) falu Romániában, Szilágy megyében.

## Fekvése
Nagyilondától délkeletre, a Szamos balparti lapályán, Tőkepataka és Oláhfodorháza között fekvő település.

## Története
Döbörcsény és környéke már a bronzkorban lakott hely volt, melyet a határában talált bronzeszközök is bizonyítanak.
Neve elég későn, 1569-ben tünt fel először az oklevelekben Dobronzina néven. 
1590-ben Dobrochyna, 1607-ben Dobraczina, 1808-ban Dobracsina, 1913-ban Döbörcsény néven írták.
1572 körül a Losonczi Bánffy család és a Kendyek birtoka volt.
1621-ben Szántai Mihályt és Petrucz Györgyöt irták a település birtokosának.
1696-ban Török hódoltsági falu volt.
1700-ban Szántai Ferenc birtokrésze az Alsó család-ra szállt, amely a birtokot Diószegi Istvánnak adta zálogba.
1736-ban az Alsó család tagjai osztoztak meg örökségükön.
1777-ben Alsó József és Henter Ádám birtoka volt.
1863-ban Vajda Pál, báró Henter József, Fejérdi Julianna, Daday István, János, Zsuzsanna és Sándor, Alsó Sándor részesültek úrbéri kárpótlásban.
1891-ben 367 lakosa volt, melyből 351 görögkatolikus román, 16 izraelita volt.
1898-ban Bányász István, Gávris János, Gerő és Marosán István birtoka volt.
A falut a Szamos árvizei gyakran okoztak károkat a településen.
Döbörcsény a trianoni békeszerződés előtt Szolnok-Doboka vármegye Nagyilondai járásához tartozott.

## Nevezetességek
- Görögkatolikus fatemploma 1794-ben épült. Mihály és Gábor arkangyalok tiszteletére szentelték fel.